# Domek myśliwski w Homlu
Domek myśliwski w Homlu, zwany też domem Lisowskiego lub dworem Kruszewskich (biał. Паляўнічы домік ў Гомелі, ros. Охотничий домик в Гомеле) – zabytkowy pałacyk pochodzący z XIX wieku znajdujący się w Homlu przy ul. Puszkina 32, siedziba muzeum regionalnego.

## Historia
Dom zbudowano jako zimową rezydencję hrabiego Rumiancewa w 1820. Po tym jak S. Rumiancew przegrał w latach trzydziestych XIX wieku część dóbr homelskich pałacyk przeszedł w ręce Iwana Paskiewicza. Dwadzieścia lat później ponownie zmienił właściciela – syn Iwana Fiodor podarował obiekt swojemu przyjacielowi Wincentemu Kruszewskiemu. W II połowie XIX wieku domek myśliwski znajdował się w posiadaniu rodziny Lisowskich – ostatnią jego właścicielką przed rewolucją październikową była wywodząca się z tego rodu Irena Hołyńska. W czasach radzieckich obiekt mieścił okręgową radę ochrony zabytków.
Architekt nadał pałacykowi styl empire. Fasadę budynku zdobi sześciokolumnowy portyk, nad którym znajduje się taras. W górnej części domku uwagę przykuwa mansardowe okno oraz attyka. Wewnątrz zachowały się trzy kaflowe piece. Niegdyś w pałacyku znajdował się pochodzący z połockiego kolegium jezuitów portret Stefana Batorego (po 1920 przekazany Zamkowi Królewskiemu).